# Joaquim Arenas i Sampera
Joaquim Arenas i Sampera   (Mataró, 1938) és un mestre i pedagog, considerat com uns dels artífexs de l'Escola Catalana. També va ser cap del Servei d'Ensenyament del Català entre 1983 i 2003 i rector de la Universitat Catalana d'Estiu el 1995. Arran de la seva trajectòria i lluita a favor del català va rebre la Creu de Sant Jordi el 2003, el març del 2022 la Plataforma per la Llengua li va atorgar el premi especial del jurat Martí Gasull i a l'octubre del mateix any va rebre la Medalla d'Honor del Parlament de Catalunya.

## Biografia
Des dels anys seixanta va començar ensenyar el català de manera mig clandestina a l'escola dels Escolapis a Mataró. Des de la transició va ser coordinador general i director de l'equip pedagògic de la Delegació d'Ensenyament Català (DEC) d'Òmnium Cultural, els anys setanta. Incorporat com a tècnic al Departament d'Ensenyament de la Generalitat de Catalunya (1978), en va ser nomenat cap del Servei d'Ensenyament del Català (SEDEC) (1983-2003).
Ha viscut, a primera fila, l'expansió i la progressiva entrada de les classes de català i en català a l'escola, des de la DEC d'Òmnium Cultural, així com l'oficialització d'aquest ensenyament a través de la política educativa de la Generalitat. Des del SEDEC, ha estat propulsor del model d'Escola Catalana en Llengua i Continguts i del Programa d'Immersió Lingüística i ha tutelat el canvi de llengua vehicular a l'educació catalana. Ha promogut, dirigit i escrit ell mateix nombroses obres sobre llengua i escola.
Va ser rector de la Universitat Catalana d'Estiu el 1995. Ha assessorat els governs de Bolívia (1991) i Guatemala (2000), en qualitat d'expert, en la incorporació de les llengües indígenes al sistema escolar. És membre de la Societat Catalana de Pedagogia, de la Societat Catalana de Llengua i Literatura de l'IEC, de l'Institut de la Llengua Bretona i de la Mesa pola Normalización Linguística de Galicia.
El 2003 va rebre la Creu de Sant Jordi per la seva sostinguda tasca com impulsor de la llengua a l'escola i la catalanització del sistema educatiu català des del món cultural i cívic. La seva vinculació a la de normalització lingüística dels Països Catalans ha estat reconeguda amb el guardó Pentecosta -1991, del País Valencià, amb la medalla de l'Académie de Montpeller, 2004 i el premi 6 de novembre de Normalització Lingüística, de la Franja de Ponent, 2005. L'any 2011 va rebre un premi d'Actuació Cívica de la Fundació Lluís Carulla. També és president d'Amics de la Ciutat de Barcelona i d'Enllaç - Germanor amb l'Alguer. Va ser fundador del Centre d'Estudis Colombins, 1990, on s'estudia la possible catalanitat de Cristòfor Colom. També rebé posteriorment el "V Premi Salvador Cabré 2012 a la Difusió de la llengua catalana a Santa Coloma de Gramanet,atorgat pel centre de Normalització lingüística i el "Premio di benemerenza Giuseppe Toniolo della cultura e delle traditione popolare locali 2019" per la Universitat Católica de Milà. Alguns anys més tard, el 13 de març del 2022 la Plataforma per la Llengua li va atorgar el premi Martí Gasull.
A finals del 2022 va rebre la Medalla d'Honor del Parlament de Catalunya per ser un dels primers responsables del Servei d'Ensenyament del Català, creat el 1978 per la Generalitat, principal òrgan impulsor dels programes d'immersió lingüística a les escoles catalanes.
Durant els últims anys i en l'actualitat, viu i te residencia a Premià de Mar.

## Obres

### Articles a revistes
- «La llengua i l'ensenyament Secundari». Butlletí, núm. 63. Col·legi oficial de Doctors i Llicenciats de Catalunya. Barcelona, 1988.
- «Una ciudad como pretexto»'. Revista Catalònia Cultura, núm. 15, Barcelona, 1989.
- «Deu anys, una escola que anem fent nostra». En col·laboració amb Margarida Muset. Serra d'Or, núm. 350. Barcelona 1989.
- «La catalanització del sistema educatiu». Butlletí de la Societat Catalana de Pedagogia. 1998.
- «Interculturalitat o la pedagogia de la immigració». Revista Catalana de Pedagogia, Barcelona, 2002.
- «Llengua i Cultura a l'Alguer des d'una perspectiva concreta». Llengua i Dret, núm. 33. Barcelona, 2003.
- «La integració lingüística, escolar i social, dels alumnes de nacionalitat estrangera». Escola Catalana, núm. 339. Barcelona, 2003
- «Català a l'Alguer. Llengua Nacional, núm. 43, Barcelona, 2003.
- «Un projecte hipotètic per a uns pedagogs hipotètics?»[Enllaç no actiu] Escola Catalana, núm. 399, Barcelona 2003.
- «El català a l'Alguer». Estudis Romànics, núm. 27, 2004.
- «Vint anys de Tallers de Llengua i Literatura Catalana». Revista Catalana de Pedagogia, Barcelona 2004.
- «El Programa d'Immersió Lingüística (PIL), projecte genuí i acció compartida»[Enllaç no actiu]. Escola Catalana., núm. 441. Barcelona, 2007.
- «Una llengua per viure, una escola per a la vida». Revista del Col·legi oficial de Doctors i Llicenciats de Catalunya, núm. 128. Barcelona 2007.
- «La immersió lingüística, fruit d'un llarg procés». Revista del CIEMEN. Europa de les Nacions. Núm. 65. Barcelona, 2007.
- «En castellà també, sisplau, o el preu de la independència», Ara, 1 de març de 2012

### Col·laboració a obres col·lectives
- «Concepte i aplicació de l'escola catalana». Seminari Lenguas y Educación. Universitat de Barcelona. 1979.
- «Por una acción lingüística al servicio de los intereses nacionales. Seminari Lenguas y Educación. Universitat de Barcelona, 1980
- «La situación de la enseñanza del catalán y en catalán». Seminari Lenguas y Educación. Universitat de Barcelona, 1984.
- «Bilingüisme i Educació a Catalunya». En col·laboració amb Margarida Muset. Seminari "Lenguas y Educación". Universitat de Barcelona. 1986
- «Lengua y escuela més allá del aprendizaje». Seminari Lenguas y Educación. Universitat de Barcelona, 1987.
- «La lengua en la escuela, propuesta de tratamiento funcional». Seminari Lenguas y Educación. Universitat de Barcelona. 1989.
- «Lengua sociedad y escuela en la Europa del 2000». Actas del XI Congreso de Estudios Vascos. Donostia, 1991.
- «La llengua l'ensenyament primari, realitat i perspectives de futur». Actes del Segon Simposi sobre l'ensenyament del català a no catalanoparlants. Eumo. Vic, 1992.
- «El modelo catalán de aprendizaje primario». Catalònia Cultura, núm. 37, Barcelona, 1994.
- Catalan Immersion Program, Assessment and recent results». Actes del II Congrés de Programes d'Immersió. University Vaassa. Finlàndia, 1994.
- «La immersió lingüística factor educatiu de cohesió social». Actes del I Congrés d'Immersió Lingüística: Els programes d'immersió una perspectiva europea. Universitat de Barcelona, 1997.
- «L'idioma après, malgrat tot. Cultura catalana i franquisme. Societat civil i resistència cultural a Catalunya». Fundació Jaume I. Barcelona, 2002.
- «Un aperçu de la récuperation de la langue catalane pour l'Enseignement et la formation du professorat». Actes del congrés de Voces Diversae : Lesser-Used Language Education in Europe. University de Belfast. Belfast, 2006.

### Llibres
- Primer Quadern de Lectura i Exercicis. en col·laboració amb M. Lluïsa Corominas. Edicions El Mall. Sant Boi del Llobregat, 1975.
- Treballem la geografia de Catalunya. Edicions del Mall. Sant Boi del Llobregat, 1976.
- La tècnica audiovisual i l'ensenyament de la llengua catalana. Edicions del Mall. Sant Boi del Llobregat, 1979.
- Del català a l'escola a l'escola catalana. En col·laboració amb Ernest Sabater. Edicions La Magrana. Barcelona, 1982.
- Andana. Segon Quadern de Lectura i Exercicis. En col·laboració amb Margarida Muset. Grup Promotor. Barcelona, 1983.
- Endavant. Tercer quadern de Lectura i Exercicis. En col·laboració amb Montserrat Vila i Alrich. Grup Promotor, 1984.
- La immersió lingüística. Escrits de divulgació. La Llar del Llibre. Barcelona, 1986.
- Escola catalana, el nom no fa la cosa. La Llar del Llibre. Barcelona, 1987.
- Catalunya, escola i llengua. La Llar del Llibre, 1987.
- La llengua a l'ensenyament primari dels Països Catalans. La Llar del Llibre. Barcelona, 1988.
- La catalanitat de l'ensenyament, un repte de la Reforma Educativa. La Llar del Llibre. Barcelona, 1989.
- Absència i recuperació de la llengua catalana a l'ensenyament a Catalunya. La Llar del Llibre. Barcelona, 1989.
- Llengua i educació a la Catalunya d'avui. La Llar del llibre. Barcelona, 1990.
- Assaigs contemporanis. La Llar del Llibre. Barcelona, 1991.
- A la recerca d'una història amagada. Colom, Catalunya i la Descoberta. La Llar del Llibre. Barcelona, 1992.
- Scuola E Lingue: Modelli Scolastici Plurilingui in Europa. Schule Und Sprachen Mehrsprachige Schulmodelle in Europa. Institut Pedagogich Ladin. Bozen, 1995.
- L'Aran, l'alternativa occitana. Editorial Claret, S. A. Barcelona, 2000.
- Les noves migracions : societat escola i llengua. Editorial Claret, S.A., Barcelona, 2000.
- Ua escòla enta un poble. Conselh Generau d'Aran, Vielha, 2001.
- Colom de Portugal estant. A portrait of Columbus in Portugal. Editorial Claret S.A. Barcelona, 2002.
- Nivell llindar : de la cristiandat a la cristiania. Editorial Claret S.A. Barcelona, 2002.
- La immersió lingüística. Una obra de govern, un projecte compartit. En col·laboració amb Margarida Muset. Centre d'Estudis Jordi Pujol. Barcelona, 2007.
- Qüestions d'ahir, qüestions d'avui. Editorial Mediterrània. Barcelona, 2008.
- La immersió lingüística. A Catalunya, un projecte compartit. Eumo Editorial. Vic, 2008.